# زوتلئو
شهر زوتلئو (به فرانسوی: Zoutleeuw) در ناحیه اداری لوان  در استان فلومیش بربان  در منطقه فلاندری در کشور بلژیک واقع شده‌است.